# Comandament de Bombarders de la RAF
El Comandament de Bombarders de la RAF (anglès: Royal Air Force Bomber Command) era l'organisme que controlava les forces de bombarders de la Royal Air Force entre 1936 i 1968. Va ser creat el 14 de juliol de 1936, a partir de la secció de bombardeig de la Defensa Aèria de la Gran Bretanya, i va ser absorbit el 1968 pel Royal Air Force Strike Command.
Durant la Segona Guerra Mundial va ser responsable d'una proporció destacada de la destrucció de la indústria alemanya, així com de moltes ciutats; i a la dècada de 1960, va arribar al cim del seu poder de postguerra amb els bombarders V i una força suplementària de bombarders lleugers Canberra.
De tots els seus membres, 19 van ser guardonats amb la Creu Victòria; i a l'agost del 2006 es descobrí un memorial a la catedral de Lincoln.

## Història 1936-45
Quan es creà el Comandament de Bombarders, l'eslògan de Giulio Douhet, el bombarder sempre pot passar estava en voga, i era citada pr figures com Stanley Baldwin. Fins als avenços en la tecnologia del radar a finals dels 30, aquesta afirmació era veritat. L'atac dels bombarders no es podia detectar amb prou antelació per reunir caces prou de pressa per evitar que arribessin als seus objectius. Es podia causar alguns danys als bombarders mitjançant l'artilleria antiaèria i pels caces quan els bombarders tornaven a la base, però això no era una defensa real. Conseqüentment, la concepció primerenca del Comandament de Bombarders era en certa manera similar a la de l'armament atòmic en la seva funció d'armament dissuassori. Era vist com una entitat que amenaçava a l'enemic amb la total destrucció, i així s'evitava la guerra. Però tot i això, a més de ser obsolet per la tecnologia, encara que els bombarders aconseguissin passar, el seu potencial per destruir ciutats va ser molt exagerat.
El problema era que el Govern Britànic es basava en una taxa de baixes de 50 per tona de bombes llançades. La base per aquesta assumpció era alguns atacs sobre Londres en les darreres etapes de la I Guerra Mundial realitzats pels Zeppelins i els bombarders Gotha. Tant el govern com l'opinió pública veien el bombarder com una arma molt més terrible del que era en realitat.

### Els primers anys de la guerra
A l'inici de la Segona Guerra Mundial, el Comandament de Bombarders hagué d'encarar 3 problemes. El primer era de mida: el Bomber Comand no era prou gran per atacar l'enemic de manera efectiva com una força de bombardeig estratègic. El segon van ser les lleis de la guerra: a l'inici de la guerra els objectius no eren fàcilment reconexibles, i el govern britànic no volia violar la llei internacional bombardejant objectius civils, i els francesos estaven preocupats pel fet que els atacs del Comandament de Bombarders provoqués un atac de bombarders sobre França. Com que l'Armée de l'Air tenia pocs caces moderns i no disposava de cap sistema de defensa comparable a la cadena d'estacions de radar britànica, França estava totalment postrada davant l'amenaça d'un atac de bombarders alemanys. El problema final era la manca de suficients avions bons. Els principals dissenys pel Comandament de Bombarders a l'inici de la guerra havia estat dissenyat com a bombarders mitjans de suport tàctic, i cap d'ells tenia un radi d'acció suficient o capacitat de càrrega per a res més que una ofensiva estratègica limitada.
El Comandament de Bombarders encara es veié més reduït després de la declaració de guerra. El Primer Grup, amb els seus esquadrons de Fairey Battles, marxà cap a França per formar el Cos Avançat d'Atac Aeri. Això es degué a dos motius: per donar al Cos Expedicionari Britànic alguna forma de suport aeri, i per així poder atacar objectius alemanys, ja que no tenien autonomia suficient per fer-ho des d'aeroports britànics.
La Sitzkrieg (o Guerra de Broma) afectà principalment a l'exèrcit. Però, per extensió, el Comandament de Bombarders no va estar pròpiament en guerra durant els primers mesos de guerra. El Comandament volà moles missions operatives, perdent avions, però virtualment no causà cap dany a l'enemic. Moltes missions fracassaren en trobar els seus objectius, o simplement es tractaven de missions de llançament de pamflets (els primers vols de la RAF sobre territori alemany només van ser per llançar pamflets de propaganda durant la nit). L'atac a l'oest al maig de 1940 ho canvià tot.
Els Fairey Battles del Cos Avançat d'Atac Aeri van quedar parcialment destruïts pels atacs alemanys contra els seus camps d'aviació a l'inici de la invasió de França, sent pràcticament destruïts a terra: els Faireys demostraren ser terriblement vulnerables al foc enemic. En moltes ocasions, els Battles van ser enviata a l'atac per ser abatuts de seguida. No deixa de ser irònic el fet que degut a la paranoia francesa de ser atacats pels avions alemanys, durant la Sitzkrieg el Cos Avançat va realitzar els seus entrenaments a l'espai aeri alemany.
El Comandament de Bombarders ben aviat es llançaria a l'acció. Amb el veloç col·lapse de França, la invasió es veia com un perill imminent. Durant la batalla d'Anglaterra va ser assignat a atacar la flota d'invasió que es reunís als ports del Canal. Si bé això és contemplat com a menys vistós que no pas els combats dels Spitfires i els Hurricanes del Comandament de Caces, però el cert és que també va ser una tasca vital i perillosa. Entre juliol de 1940 i fins al final de l'any, el Comandament de Bombarders va perdre 330 aeronaus i 1.400 baixes, entre morts, desapareguts o presoners.
El Comandament de Bombarders també va ser indirectament responsable, en part, del canvi d'objectiu de la Luftwaffe, canviant els atacs al Comandament de Caces als atacs contra objectius civils. Un bombarder alemany es va perdre i va bombardejar Londres. Churchill ordenà un atac en represàlia contra Berlín. Els danys causats a la capital alemanya van ser menor, però van encolerir a Hitler, qui ordenà a la Luftwaffe que ataqués les ciutats britàniques, precipitant així El Blitz.
Igual que farien posteriorment les Forces Aèries de l'Exèrcit dels Estats Units, el Comandament de Bombarders es concentrà primer en una doctrina de bombardeig de precisió a la llum del dia. Però quan a finals de 1939 els atacs fracassaven per l'organitzada defensa alemanya, el Comandament va veure's obligat a canviar les tàctiques i a atacar de nit. Els problemes de les defenses enemigues van canviar pel simple problema de trobar l'objectiu. Durant els primers anys de la guerra era habitual pels bombarders no trobar ciutats senceres. L'agost de 1941 menys d'una de cada deu bombes queia en un radi de 8 kilòmetres del seu objectiu. Un dels problemes més urgents del Comandament era desenvolupar sistemes tècnics de navegació per assolir un bombardeig acurat.

#### Organització
El Comandament de Bombarder estava constituït per diversos grups. Començà la guerra amb els Grups 1r, 2n, 3r, 4t i 5è. El Primer Grup va ser ràpidament enviat a França, però tornà ben aviat al control del Comandament de Bombarders després de l'evacuació de França i va ser reconstituït. El 2n Grup consistia en bombarders lleugers i mitjans que, operant tant de dia com de nit, seguiren formant part del Comandament fins al 1943, quan va ser retirat del control de la Segona Força Aèria Tàctica, per formar el component de bombarders lleugers del comandament. A més, el Comandament va rebre dos nous grups durant la guerra: la Reial Força Aèria Canadenca (RCAF) contribuí amb el 6è Grup i un grup d'Exploradors; i el 8è Grup, que es formà a partir d'esquadrons ja existents.
Diversos esquadrons, així com personal de països de la Commonwealth com d'altres països europeus van ser distribuïts per tot el Comandament de Bombarders. El 6è Grup, que va ser activat l'1 de gener, era únic perquè no era de la RAF, sinó que era una unitat canadenca. En el moment de mida més gran, consistia en 14 esquadrons operatius de bombarders de la RCAF, i durant la guerra serviren 15 esquadrons diferents. El 8è Grup, també conegut com a Cos d'Exploradors (Pathfinder Force), va ser activat el 15 d'agost de 1942. Li va tocar la difícil tasca d'arreglar els problemes de navegació abans citats. Aquests problemes eren solucionats de dues maneres: un era l'ús de sistemes de navegació electrònics molt sofisticats; i l'altre era l'ús dels exploradors especialistes. Els sistemes tècnics podien ser de dues maneres: un consistia en ajuts de radionavegació externs, com els sistemes GEE o l'Oboe. L'altra era el radar H2S de navegació centimètrica, que era transportat pels avions. Els Pathfinders eren un grup d'elit, formats per tripulacions especialment entrenades i experimentades, que volaven davant del cos principal de bombarders i marcava els objectius amb bengales i bombes especials de marcatge.

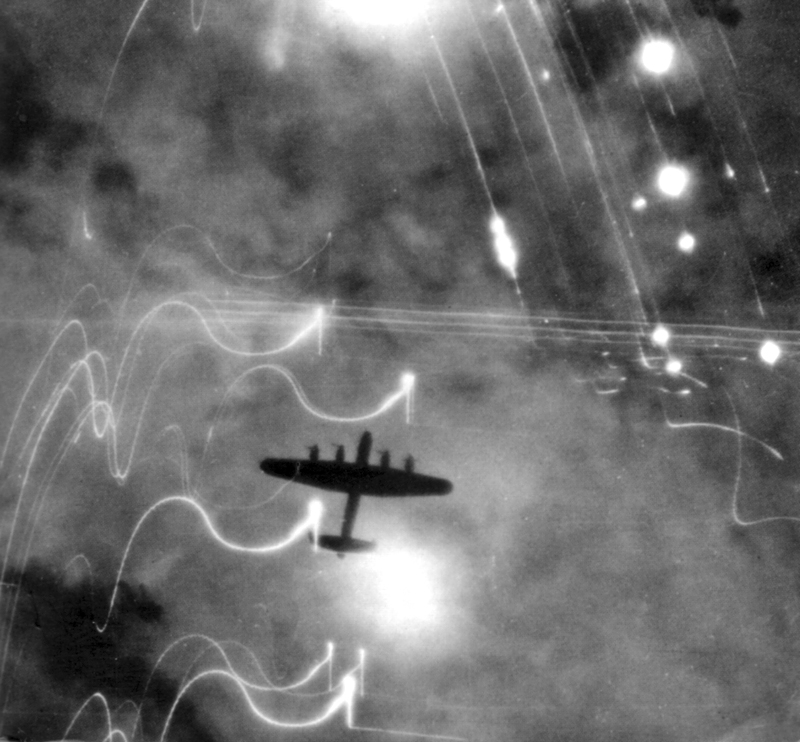
Una fotografia presa durant un atac nocturn habitual de la RAF amb un Avro Lancaster sobre Hamburg

Prioritats de bombardeig de la RAF durant la II Guerra Mundial

inicis de 1941: la producció de petroli sintètic

març de 1941: submarins i objectius de llarg abast

novembre de 1941: s'atura l'ofensiva per conservar forces mentre que es debat el futur 

14 de febrer de 1942: moral dels treballadors industrials 

14 de gener de 1943: Bunquers de submarins 

10 de juny de 1943: Ofensiva combinada de bombarders 

agost de 1943: Operació Ballesta

27 de gener de 1945: moviments de tropes, etc.
A finals de 1941, el Comandament de Bombarders de la RAF llançava de forma regular atacs amb centenars d'avions.

### Bombardeig estratègic 1942-45
Després que es presentés oficialment l'Informe Butt, on es mostrava que el bombardeig era molt inacurat (el mateix Churchill va reconèixer que "és un paper molt seriós i sembla requerir una atenció urgent", la Directiva del bombardeig per Zones del 14 de febrer de 1942 ordenà al Comandament de Bombarders canviar de tàctica. L'informe del Professor Lindemann sobre la destrucció de cases senyalà l'efectivitat del bombardeig de catifa de les ciutats; i així, el bombardeig aeri de ciutats com l'Operació Mil·lenni sobre Colònia, continuà durant tota la Segona Guerra Mundial, amb el controvertit bombardeig de Dresden el 1945.
El 1942, els principals cavalls batalla de la darrera part de la guerra entraren en servei: el Halifax i el Lancaster formaren l'espina dorsal del Comandament, ja que tenien molta més autonomia de vol, una major velocitat i molta més capacitat de càrrega de bombes que cap altre avió anterior. Els avions clàssics dels Pathfinders, els De Havilland Mosquito, també van fer la seva aparició en aquest moment. El 25 de juliol de 1943, el Quarter General del Comandament de Bombarders era "un munt d'edificis de maons vermells, en meitat d'un bosc al cap de munt d'un turó al comtat anglès de Buckinghamshire.".
El 5/6 de març de 1943 s'inicià una ofensiva prolongada contra la zona del Rin-Ruhr (l'anomenada armeria del Tercer Reich) i anomenada La Vall Felliç per les tripulacions aèries en atacar per primer cop el Ruhr, en el que representà la 100.000a sortida durant la Segona Guerra Mundial en la que destruïren 0,65 km² i destruint 53 edificis Krupps. Els atacs sobre Hamburg a mitjans de 1943 van ser una de les operacions de més èxit del Comandament, encara que l'extensió de l'ofensiva en la batalla de Berlín fracassà, costant unes 1.000 tripulacions al comandament durant l'hivern 1943-33. a l'agost, l'Operació Hidra atacà les fàbriques de coets V-2 a Peenemünde, començant l'Operació Ballesta, dirigida contra les armes de llarg abast.
L'abril del 1944, Harris aturà la seva ofensiva estratègica per donar suport (tot i que ell personalment estava en contra) als atacs tàctics i objectius de transport a França abans del Dia-D. L'ofensiva contra el transport es mostrà molt efectiva. A finals de 1944, bombardeigs com l'Operació Huracà es llançaren contra la Defensa del Reich, i el Comandament de Bombarders era capaç de situar 1.000 avions sobre un objectiu sense fer cap esforç extraordinària. Irònicament, en aquests moments, els combats terrestres per l'Europa occidental feien que l'ofensiva de bombardeig fos més incompresa.
El punt màxim de les operacions del Comandament de Bombarders tingué lloc en els atacs durant març de 1945, quan els seus esquadrons llançaren la major quantitat de bombes (en pes) que en qualsevol altre mes de la guerra. El darrer atac contra Berlín tingué lloc la nit del 21-22 d'abril, quan 76 Mosquitos van realitzar sis atacs separats contra la ciutat just abans que les tropes soviètiques entressin al centre de la ciutat. La major part de la resta d'atacs de la RAF van ser en suport tàctic. El darrer gran atac estratègic va ser la destrucció de la refineria petrolera a Tonsberg, a la Noruega meridional, portat a terme la nit del 25-26 d'abril per 107 Lancasters.
Després de la rendició d'Alemanya, es traçaren plans per enviar la Tiger Force, formada per uns 30 esquadrons de bombarders de la Commonwealth a bases a Okinawa, i des d'allà, reorganitzar els grups per a l'proposada invasió del Japó. Però el bombardeig d'Hiroshima i Nagasaki tingué lloc abans que el Cos fos traslladat al Pacífic.

### Baixes
Els bombardeigs aliats de les ciutats alemanyes provocaren la mort d'entre 305.000 i 600.000 civils. Sobre dos terços d'aquests civils van morir a causa dels atacs del Comandament de Bombarders. Un dels aspectes més controvertits del Comandament durant la Segona Guerra Mundial va ser el bombardeig per zones sobre les ciutats. Fins al 1942, la tecnologia de navegació no permetia un objectiu més precís que el districte d'una ciutat durant un bombardeig nocturn. Totes les grans ciutats alemanyes tenien importants districtes industrials, els quals eren considerats com a objectius legítims pels Aliats. Tot i això, de vegades els atacs del Comandament de Bombarders britànic marcava com a objectiu els centres de les ciutats altament poblats. Els atacs singulars més destructius en termes de víctimes absolutes van ser els d'Hamburg (45.000 morts) el 1943 i el de Dresden (25.000-35.000 morts) el 1945. Ambdós causaren una tempesta de foc i deixaren desenes de milers de morts. Altres grans atacs sobre ciutats alemanyes que resultaren en un gran nombre de civils morts van ser Darmstadt (12.300 morts), Pforzheim (17.600 morts) i Kassel (10.000 morts).
D'acord amb la legalitat de la campanya, un article de la Creu Roja afirmava que:
Examinant aquests successos (el bombardeig aeri de zona) a la vista de la llei internacional humanitària, s'ha de tenir present que durant la Segona Guerra Mundial no hi havia cap acord, tractat, convenció o cap altre instrument que governés la protecció de la població civil o de la propietat civil, car les convencions llavors vigents només contemplaven la protecció dels ferits al camp de batalla i, en la guerra naval, vaixells hospitals, la llei i els costums de la guerra i la protecció dels presoners de guerra.
Les tripulacions del Comandament de Bombarders també pariren una gran taxa de baixes: 55.573 morts d'un total de 125.000 tripulants (una taxa del 44,4% de morts), a més de 8.403 ferits en acció i 9.838 presoners de guerra. Això cobria totes les operacions del Comandament de Bombarders, incloent el suport tàctic d'operacions terrestres i el minat de rutes marítimes. Un membre d'una tripulació del Comandament de Bombarders tenia menys oportunitats de sobreviure que un oficial d'infanteria durant la I Guerra Mundial. Comparativament, la 8a Força Aèria nord-americana, que realitzava atacs a la llum del dia, va tenir 350.000 aviadors durant la guerra, patint 26.000 morts i 23.000 ferits. Del personal del Comandament de Bombarders de la RAF que resultà mort durant la II Guerra Mundial, un 72% eren britànics, el 18% eren canadencs, el 7% eren australians i el 3% eren neozelandesos. Els caiguts incloïen 38.000 membres de la RAF, 9.900 de la Reial Força Aèria Canadenca i 1.500 d'altres països de l'Europa ocupada. És il·lustratiu que els membres dels esquadrons australians del Comandament de Bombarders només eren el 2% del personal de la RAAF, però els 4.050 morts representaven el 23% del total de morts de la RAAF durant la II Guerra Mundial. El 460è Esquadró de la RAAF, que estava format per uns 200 aviadors, va tenir 1.018 morts en combat entre 1942 i 1945 i va ser retirat cinc vegades del front.
Prenent un exemple de 100 aviadors:
- 55 resultaven morts durant les operacions, o morien de resultes de les seves ferides
- 3 ferits (en diversos nivells de severitat) en operacions o en servei actiu
- 12 eren capturats (alguns ferits)
- 2 eren abatuts i no eren capturats
- 27 sobrevivien a un cicle d'operacions.

En total es realitzaren 364.514 sortides operatives, es llançaren 1.030.500 tones de bombes i es perderen en acció 8.325 aviadors.
|  |
|  |
|  |

Harris era aconsellat per una secció de recerca operativa (Operational Research Section - ORS) a les ordres d'un civil, Basil Dickins, format per un petit grup de científics i matemàtics. Un ORS2 (presidit per Reuben Smeed) estava dedicat a analitzar les pèrdues de bombarders. Podien influenciar les operacions identificant tàctiques defensives d'èxit i l'equip, tot i que de vegades els seus consells creaven controvèrsia (com la retirada de les torretes inefectives dels bombarders per incrementar la velocitat defensiva) i eren ignorats. Els alts nivells de baixes donaren testimoni de la dedicació i la valentia de les tripulacions del Comandament de Bombarders en complir les seves ordres. Estadísticament hi havia escasses possibilitats de sobreviure a un cicle de 30 sortides. Durant gran part de la guerra, la taxa de baixes rondava el 5%, tot i que en algunes ocasions la taxa superava el 10% i de vegades arribà a ser molt més alt.

### El balanç
El Comandament de Bombarders va estar encarregat de l'ofensiva de bombardeigs estratègics contra Alemanya, i la seva contribució a l'esforç de guerra Aliat s'ha de jutjar principalment en aquest context. La motivació principal de l'ofensiva, socarrar la moral dels treballadors alemanys, s'ha de considerar un fracàs. L'escala i la intensitat de l'ofensiva va ser una gran prova pels alemanys i els atacs d'Hamburg, en particular, van sorprendre profundament els líders nazis. Car tot això, la naturalesa del bombardeig indiscriminat i la immensa quantitat de baixes civils i de danys van fer que els alemanys es decidissin a resistir fins al final. En qualsevol cas, com Sir Arthur Harris afirmà, els alemanys que vivien sota una tirania salvatge no es podien permetre el luxe de la moral.
El mateix Harris creia que hi havia una relació entre el tonatge llançat, els barris destruïts i la pèrdua de producció. L'efecte dels atacs del Comandament de Bombarders sobre la producció industrial no és clar. L'Enquesta de Bombardeigs Britànica de la guerra van ser silenciada, ja que Churchill volia llançar terra a sobre del bombardeig de Dresden. L'enquesta nord-americana estava menys preocupada per la campanya britànica: assenyalà els grans èxits de la USAAF contra les plantes alemanyes de combustible sintètic iniciat a la primavera de 1944, que tingué un efecte devastador en el transport alemany i evità que la Luftwaffe pogués enlairar-se. A més, en atacar objectius que sabien que els alemanys haurien de defensar, els caces d'escorta americans podien causar un gran nombre de baixes entre els caces de la Luftwaffe. Però també s'ha d'assenyalar que la RAF va fer una gran contribució a l'ofensiva contra el petroli, ja que les seves capacitats per atacar objectius de precisió havia millorat enormement a mitjans de 1944, podent realitzar grans atacs de bombarders també a la llum del dia.
Albert Speer, el ministre alemany d'armaments, notà que les majors bombes britàniques causaren grans danys i feien les reparacions molt més difícils, si no impossibles. Poc després de la guerra, Speer no s'equivocava al parlar d'això:
| «                     | La importància real de la guerra aèria consistia en el fet d'obrir un segon front molt abans de la invasió a Europa... La defensa contra grans atacs aeris requeria la fabricació de milers de canons antiaeris, l'emmagatzematge de tremendes quantitats de munició per tot el país, i tenir a punt centenars de milers de soldats, que a més s'estaven quiets en posició als seus canons, sovint totalment inactius, de vegades durant mesos... Ningú no ha vist mai això com la major batalla perduda per Alemanya. | » |
| — Albert Speer (1959) | |   |

En termes de la reducció de la producció resultant dels atacs de zona de la RAF, l'estudi americà, basant-se en una investigació limitada, va concloure que el 1943 ascendí a un 9% i el 1944 a un 17%. Segons les estadístiques americanes, la investigació britànica trobà que la producció d'armament havia descendit només a un mer 3% el 1943 i a un 1% el 1944. Però també s'assenyalaren descensos del 46,5% i del 39% en la segona meitat de 1943 i 1944 respectivament en les indústries de processament metal·lúrgic. Aquestes pèrdues van ser producte de la devastadora sèrie d'atacs que el Comandament llançà contra la vall del Ruhr en aquells moments.
Aquesta manca aparent d'èxit és vista des de diversos punts de vista: l'economia industrial alemanya era molt forta, i les seves bases industrials estaven molt disseminades pel territori, sent per tant una tasca sense esperança intentar destruir-la mitjançant el bombardeig d'àrea. A més, no va ser fins al 1943 quan Alemanya es mobilitzà completament per la guerra. S'ha afirmat que la campanya de la RAF situà la producció d'armes alemanyes fins al límit: això pot ser veritat, però també és veritat que als alemanys mai no els mancà ni les armes ni la munició i que va ser la mà d'obra la que va ser un factor límit, així com la destrucció de les instal·lacions de transport i el combustible per moure'l.
Per l'altre costat, la major contribució del Comandament de Bombarders feta per guanyar la guerra va ser la immensa diversió de recursos alemanys dedicats a defensar la pàtria. El gener de 1943, uns 1.000 caces nocturns de la Luftwaffe estaven encarregats de la defensa del Reich, principalment els bimotors Me 110 i Ju 88. A més, pel setembre de 1943, uns 8.876 canons de 88mm estaven defensant el Reich, juntament amb uns 25.000 canons antiaeris lleugers 20/37mm. El canó de 88mm era una arma antiaèria molt efectiva, però també era un gran destructor de tancs i era letal contra la infanteria avançada. Aquestes armes podrien haver fet molt per augmentar les defenses anti-tanc al Front Oriental.
Per usar aquestes armes, els regiments antiaeris alemanys requerien uns 90.000 homes, a més d'un milió extra dedicat a netejar i reparar les grans destrosses causades pels bombardeigs de la RAF. Comparativament, les tropes del Feldmarshall Erwin Rommel defensant Normandia el 1944 només sumaven 50.000 homes, i la seva resistència causa greus problemes als Aliats Occidentals.
Aquesta dispersió dels recursos defensius alemanys, així com tota la seva mà d'obra, van representar l'enorme contribució del Comandament de Bombarders per guanyar la guerra. El 1944, l'ofensiva de bombardeigs estava costant als alemanys el 30% de la seva producció d'artilleria, el 20% dels seus projectils pesats, el 33% del producte de la indústria òptica i el 50% dels recursos electro-tècnics que havien de ser dirigits a la defensa antiàeria.
Des de la perspectiva britànica s'ha de fer notar que l'ofensiva de la RAF va representar una gran contribució al sosteniment de la moral durant els dies foscos de la guerra, especialment durant el dur hivern de 1941-42. En aquells moments, els bombardeigs aeris era l'única manera de què disposaven els britànics per atacar a l'enemic.

## Història del Comandament de Bombarders 1946–1968
Després de la guerra, i per expandir significativament les seves capacitats, el Comandament de Bombarders adquirí B-29 Superfortresses, conegudes a la RAF com a Boeing Washingtons. Aquests avions afegiren un nou nivell de capacitat a una flota dominada pels Avro Lincolns, una versió posterior dels Lancaster.
El primer bombarder a reacció va ser el bombarder lleuger English Electric Canberra, alguns dels quals seguiren en servei fins al 2006 com a avions de reconeixement fotogràfic. Els Camberra demostraren ser uns avions d'un èxit extraordinari, sent exportats a molts països i sent construïts sota llicència als Estats Units. El Projecte E, realitzat conjuntament pels britànics i els nord-americans, va avançar per tal de poder dotar al Comandament de Bombarders d'armament nuclear en un cas d'emergència, amb els Camberras sent els primers a beneficiar-se. El següent bombarder a reacció que entrà en servei va ser el 1955, el primer dels bombarders V.
Els bombarders V van ser concebuts com a substituts pels Lancasters i els Halifaxes. Es van desenvolupar 3 avions, a més del disseny fallit Short Sperrin des de 1946. Els Bombarders V esdevingueren la medul·la espinal de les forces nuclears britàniques. El Valiant, el Handley Page Victor (1958) i el Avro Vulcan (1956) esdevingueren dissenys clàssics de l'aviació britànica.
El 1956, el Comandament de Bombarders encarà la seva primera prova operativa des de la Segona Guerra Mundial. El Govern Egipci nacionalitzà el Canal de Suez durant aquell any, i el govern britànic decidí respondre militarment. Durant la Crisi de Suez, els Camberras del Comandament de Bombarders van ser desplegats a Xipre i a Malta, mentre que els Valiants van ser desplegats a Malta. Els Camberra van actuar bé, però els Valiant van tenir problemes. Com que els Valiant acabaven d'entrar en servei, això va ser tota una sorpresa. Els Camberras també eren vulnerables als atacs de la Força Aèria Egipcia, que afortunadament no escolliren atacar els aeroports de Xipre (RAF Akrotiri i RAF Nicosia). Uns 100 avions del Comandament de Bombarders van prendre part en les operacions a Egipte. Segons els estàndards de la Segona Guerra Mundial, l'escala de l'atac va ser lleugera.
Durant els dotze anys següents, el Comandament de Bombarders sovint van ser desplegats a l'Orient Extrem i Mitjà. Van ser usats particularment per aturar la Indonèsia de Sukarno durant la Konfrontasi. Un destacament de Camberras també va ser mantingut permanentment a Akrotiri (Xipre) en suport de les obligacions de CENTO.
A mesura que la resta de bombarders V entraven en servei a finals de la dècada dels 50, la força de disuasió nuclear britànica guanyava espai. La primera bomba atòmica britànica va ser provada el 1952, mentre que la primera bomba d'hidrogen va ser explotada el 1957. L'Operació Grapple veié bombarders Valiant llançant bombes d'hidrogen sobre Christmas Island.
L'anihilació nuclear cridà dramàticament l'atenció del món el 1962. la Crisi dels míssils de Cuba va ser un dels moments en què la guerra nuclear va estar més a prop de tenir lloc. Durant aquell tens període, els avions del Comandament de Bombarders van mantenir l'alerta contínuament, disposats a enlairar-se de seguida. Els bombarders pesats estaven fent el mateix que havia fet el Comandament de Caces el 1940 pel que fa als terminis de reacció.
A inicis de la dècada dels 60 van començar a aparèixer els dubtes sobre la capacitat del Comandament de Bombarders per colpejar les defenses de la Unió Soviètica. Quan el 1960 un U-2 va resultar abatut confirmà la sospita què la Unió Soviètica disposava de míssils terra-aire capaços d'arribar a les altituds en les quals operaven els bombarders. Des de la Segona Guerra Mundial, la filosofia pels bombarders era anar cada vegada més de pressa i més veloços. Això arribà fins a la darrera expressió en el XB-70 Valkyrie, desenvolupat per la USAF. Amb la devaluació de la tàctica d'alt i ràpid, el nou mantra va ser el nivell a un nivell extremadament baix. Però, com que el Comandament no havia estat dissenyat originalment per a aquest perfil d'atac, van sorgir els problemes. Primàriament, aquests problemes eren fatiga de l'estructura de l'avió. El Valiant va ser el primer a patir-ho. Això comportà que tots els Valiants quedessin a terra des de l'octubre de 1964, i que fossin retirats del servei permanentment des de gener de 1965. Les operacions a baixa alçada també reduïren la vida útil dels Victors i els Vulcans.
Entre les altres funcions del Comandament de Bombarders van ser exercir d'avions nodrisses als avions de la RAF. Els Valiants van ser els primers bombarders usats amb aquesta finalitat. S'havien realitzat proves de càrrega de combustible a l'aire usant Lincolns i Meteors, i al resultar un èxit, diversos dels nous bombarders van ser dissenyats per poder ser usats en aquest paper. De fet, alguns Valiants ja van ser fabricats per a dedicar-se específicament a aquesta tasca. Com que la penetració a alt nivell declinava com una tècnica d'atac, els Valiant cada cop més van ser usats com a petrolers. Amb la introducció del Victor B2, els primers models d'aquest avió també van ser reconvertits en nodrisses. La retirada dels Valiants del servei també va comportar que la conversió de diversos Victors a nodrisses s'accelerés. El Vulcan també s'usà en aquest rol, però no fins a una versió millorada durant la Guerra de les Malvines. Irònicament, el Victor en aquest paper de petroler, no només va sobreviure al Comandament de Bombarders, sinó que també a tota la resta de bombarders durant 9 anys.
En un nou intent de fer més segur el cos de bombarder, es realitzaren diverses temptatives per desenvolupar armes a distància. Amb aquesta capacitat, els bombarders no haurien de penetrar a l'espai aeri soviètic; però els esforços en aquesta tasca només van tenir un èxit limitat. El primer intent va ser el míssil Blue Steel. Va funcionar bé, però la seva autonomia no era suficient perquè els bombarders no haguessin de penetrar a l'espai soviètic. Es desenvoluparen nous sistemes amb més autonomia, però o bé fracassarem i/o van ser cancel·lats.
Però tot i això, les temptatives per desenvolupar un sistema de disuassió nuclear van tenir èxit. Arribaren els míssils Polaris nord-americans, i la Royal Navy construí submarins per portar-los. La força moderna del cos nuclear britànic va ser essencialment assolida. Els submarins de la Royal Navy van rellevar des de 1969 en la seva missió de dissuasió nuclear.
En el període de postguerra, la RAF rebaixà a poc a poc la seva força, i a mitjans de la dècada dels 60, era clar que l'estructura del comandament local necessitava una racionalització. Així doncs, el Comandament de Caces i el Comandament de Bombarders van ser fusionats el 1968 per formar el Strike Command. El Comandament Costaner se'ls uní poc després.
El Comandament de Bombarders va tenir una existència d'èxit. El seu potencial inicial no va ser descobert, però amb el desenvolupament de millors avions i millors sistemes de navegació, portà la guerra a una forma espectacular. En la postguerra, suportà la dissuasió nuclear britànica mitjançant un període difícil, tot i que continuà amb les seves bones tradicions existents el 1945.

## Comandants en Cap

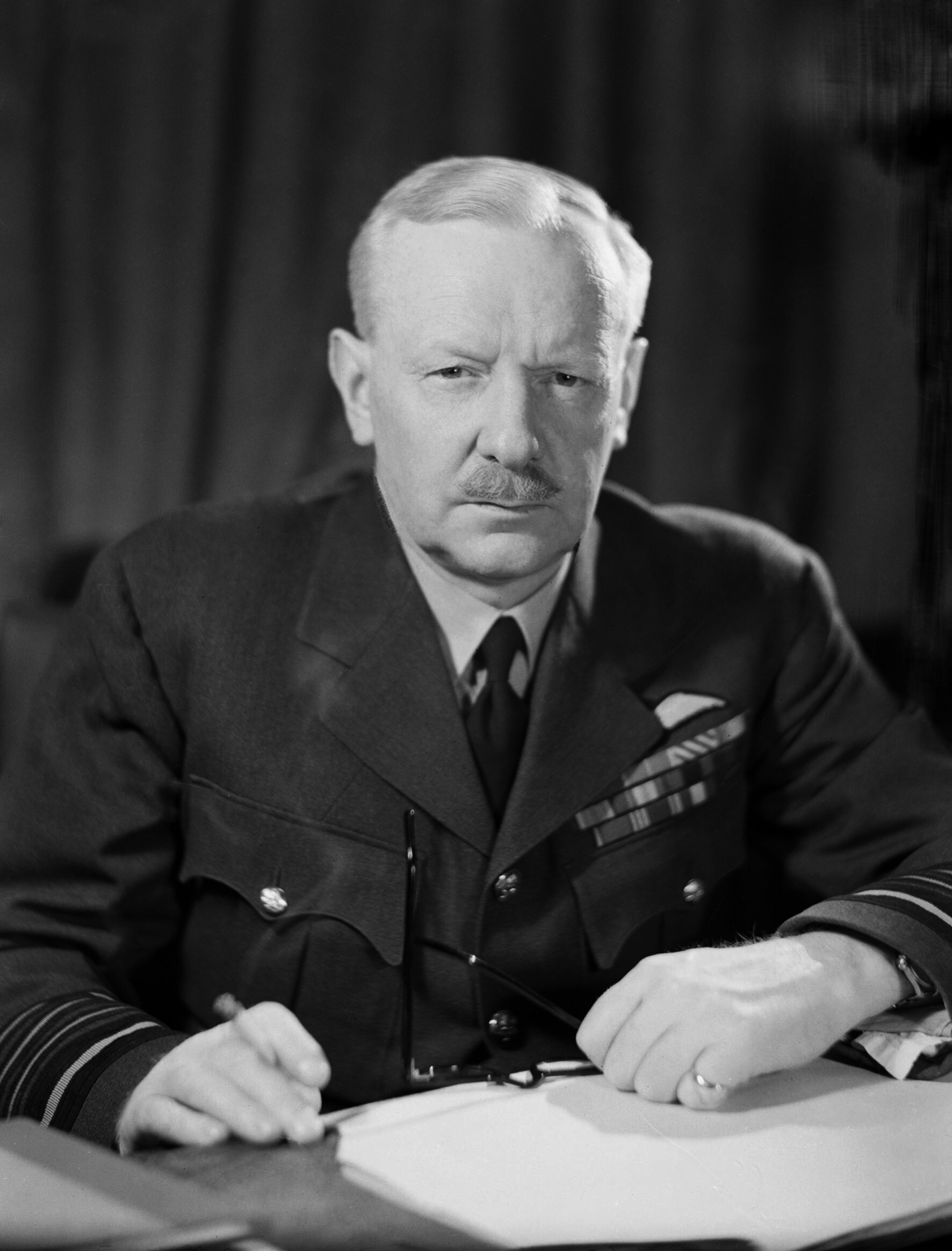
El Mariscal en Cap de l'Aire Arthur Bomber Harris

En un moment diversos oficials serviren a l'estat major del Comandament de Bombarders, i així diversos van ser coneguts com el Comandant en Cap del Comandament de Bombarders, sent el més conegut d'ells el Mariscal en Cap de l'Aire Arthur Harris. A continuació se citen els comandants en cap, juntament amb les dates de nomenament i amb el rang que tenien quan van assolir el càrrec:
- 14 de juliol de 1936 - Mariscal en Cap de l'Aire Sir John Steel
- 12 de setembre de 1937 - Mariscal en Cap de l'Aire Sir Edgar Ludlow-Hewitt
- 3 d'abril de 1940 - Mariscal de l'Aire Sir Charles Portal
- 5 d'octubre de 1940 - Mariscal de l'Aire Sir Richard Peirse
- 8 de gener de 1942 – Vicemariscal de l'Aire J E A Baldwin (Actuant com a Comandant en Cap)
- 22 de febrer de 1942 - Mariscal en Cap de l'Aire Sir Arthur Harris
- 15 de setembre de 1945 - Mariscal de l'Aire Sir Norman Bottomley
- 16 de gener de 1947 - Mariscal de l'Aire Sir Hugh Saunders
- 8 d'octubre de 1947 - Mariscal de l'Aire Sir Aubrey Ellwood
- 2 de febrer de 1950 - Mariscal de l'Aire Sir Hugh Lloyd
- 9 d'abril de 1953 - Mariscal de l'Aire Sir George Mills
- 22 de gener de 1956 - Mariscal de l'Aire Sir Harry Broadhurst
- 20 de maig 1959 - Mariscal de l'Aire Sir Kenneth Cross
- 1 de setembre de 1963 - Mariscal de l'Aire Sir John Grandy
- 19 de febrer de 1965 - Mariscal de l'Aire Sir Wallace Kyle

## Honors de batalla
- Honor: "Berlin 1940-1945": Pel bombardeig de Berlín pels avions del Comandament de Bombarders.
- Honor: "Fortress Europe 1940-1944": Per les operacions contra objectius a Alemanya, Itàlia i l'Europa ocupada per l'enemic, des de la caiguda de França fins a la invasió de Normandia.